# Franziska Koch
Franziska Koch (Mettmann, 13 luglio 2000) è una ciclista su strada tedesca, che corre per il Team DSM.

## Palmarès

### Strada
- 2019 (Team Sunweb Women, una vittoria)

4ª tappa Holland Ladies Tour (Arnhem > Nimega)
- 2024 (Team dsm-firmenich PostNL , una vittoria)

Campionati tedeschi, Prova in linea Elite

#### Altri successi
- 2019 (MEXX-Watersley International)

Classifica giovani Festival Elsy Jacobs

### Pista
- 2017

Campionati tedeschi, Omnium Junior

## Piazzamenti

### Grandi Giri
- Giro d'Italia

2022: 82ª
2023: 105ª
2024: 49ª
- Tour de France

2022: fuori tempo massimo (7ª tappa)
2024: 50ª

### Competizioni mondiali
- Campionati del mondo su strada

Bergen 2017 - In linea Junior: 25ª
Yorkshire 2019 - In linea Elite: 70ª
Imola 2020 - In linea Elite: 75ª
Fiandre 2021 - In linea Elite: 37ª
Wollongong 2022 - In linea Under-23: 17ª
Wollongong 2022 - In linea Elite: 72ª
Glasgow 2023 - Staffetta: 3ª
Glasgow 2023 - In linea Elite: 52ª
Zurigo 2024 - Cronometro Elite: 15ª
Zurigo 2024 - Staffetta: 2ª
Zurigo 2024 - In linea Elite: 43ª
- Campionati del mondo di mountain bike

Australia 2017 - Team relay: 4ª
- Giochi olimpici

Parigi 2024 - In linea: 40ª

### Competizioni europee
- Campionati europei su strada

Alkmaar 2019 - In linea Under-23: 5ª
Plouay 2020 - Cronometro Under-23: 2ª
Plouay 2020 - In linea Under-23: 4ª
Trento 2021 - In linea Under-23: 7ª
Monaco di Baviera 2022 - In linea Elite: 80ª
Drenthe 2023 - Staffetta mista Elite: 3ª
Drenthe 2023 - In linea Elite: 31ª
Limburgo 2024 - Staffetta mista Elite: 2ª
Limburgo 2024 - In linea Elite: 13ª
- Campionati europei di mountain bike

Italia 2017 - Team relay: 4ª
Austria 2018 - Team relay: 4ª